# 카멘 아젠지아노
카멘 아젠지아노(Carmen Argenziano, 1943년 10월 27일 ~ 2019년 2월 9일)는 미국의 배우이다.

## 출연 작품
- 식스티 세컨즈 - 메이휴 형사 역
- 리전맥스 - 엘리아스 신부 역